# ألفرد غوليت
ألفرد غوليت هو سياسي كندي، ولد في 5 يونيو 1875 في ألفريد وبلنتجنت في كندا، وتوفي في 17 مارس 1961. نشط حزبياً في الحزب الليبرالي الكندي. وقد انتخب عضو برلمان مقاطعة أونتاريو ‏ وانتخب عضو مجلس العموم الكندي.